# Première Avenue
La Première Avenue (anglais: First Avenue) est une voie de l'arrondissement de Manhattan, à New York. 

## Situation et accès
Orientée nord-sud et traversant l'île de Manhattan sur sa longueur, elle est la deuxième des avenues les plus à l'Est de l'île, et la première des douze avenues numérotées de Manhattan. Elle s'étend de Houston Street au sud au pont de l'avenue Willis au nord, qui relie l'île de Manhattan au Bronx. Au sud de Houston Street, la Première Avenue devient Allen Street jusqu'à Canal Street. La Première Avenue est à sens unique en direction du nord.

### Quartiers traversés
Au sud, la Première Avenue débute à la jonction de Lower East Side et de l'East Village, puis remonte vers Murray Hill. Au niveau de la 30e Rue se situe un important complexe médical constitué du Bellevue Hospital et de la faculté de médecine de l'université de New York. La Première Avenue passe alors devant le siège des Nations unies, entre la 42e et la 45e Rue, puis sous le pont de Queensboro à la 59e Rue. À ce niveau elle traverse une partie relativement mixte dans sa population du quartier aisé de Upper East Side, avant de rentrer dans le East Harlem après la 96e Rue et son quartier devenu portoricain après les périodes d'immigration des années 1950.

## Origine du nom
Les avenues sont orientées du nord au sud et numérotées de l'ouest vers l'est, à partir de la Première Avenue située à l'extrême est de l'île.
Elle est donc la première des douze grandes avenues nord-sud prévues dans le plan de 1811, d’où son nom.

## Historique
À l'instar des autres grands axes nord/sud de la ville, la Première Avenue a été imaginée lors du Commissioners' Plan de 1811, qui prévoyait douze avenues traversant Manhattan dans le sens de la longueur.

## Bâtiments remarquables et lieux de mémoire
- Le siège des Nations unies au niveau de la 42e Rue.
- Le Medical Center et la faculté d'odontologie de l'Université de New York.
- P.S. 122, au niveau de la 9e Rue, une salle de spectacle orientée vers divers types de créations contemporaines.
- Antonín Dvořák a vécu sur l'avenue, à l'angle de la 17e Rue, de 1892 à 1895, et y composa sa Symphonie du Nouveau Monde en 1893. Malgré les protestations, l'immeuble a aujourd'hui été remplacé par un centre social.
- L'acteur Ben Gazzara a vécu toute son enfance sur l'avenue, au niveau de la 29e Rue[1].
- La scène d'ouverture du film américain SOS Fantômes 2 se situe à l'intersection de l'avenue et de la 77e Rue.
- L'avenue apparaît dans les jeux vidéos Grand Theft Auto IV et Grand Theft Auto: Chinatown Wars sous le nom de Albany Avenue.